# طباشير أحمر
طباشير أحمر - أحمر قانٍ (#BC3F4A)
#BC3F4A

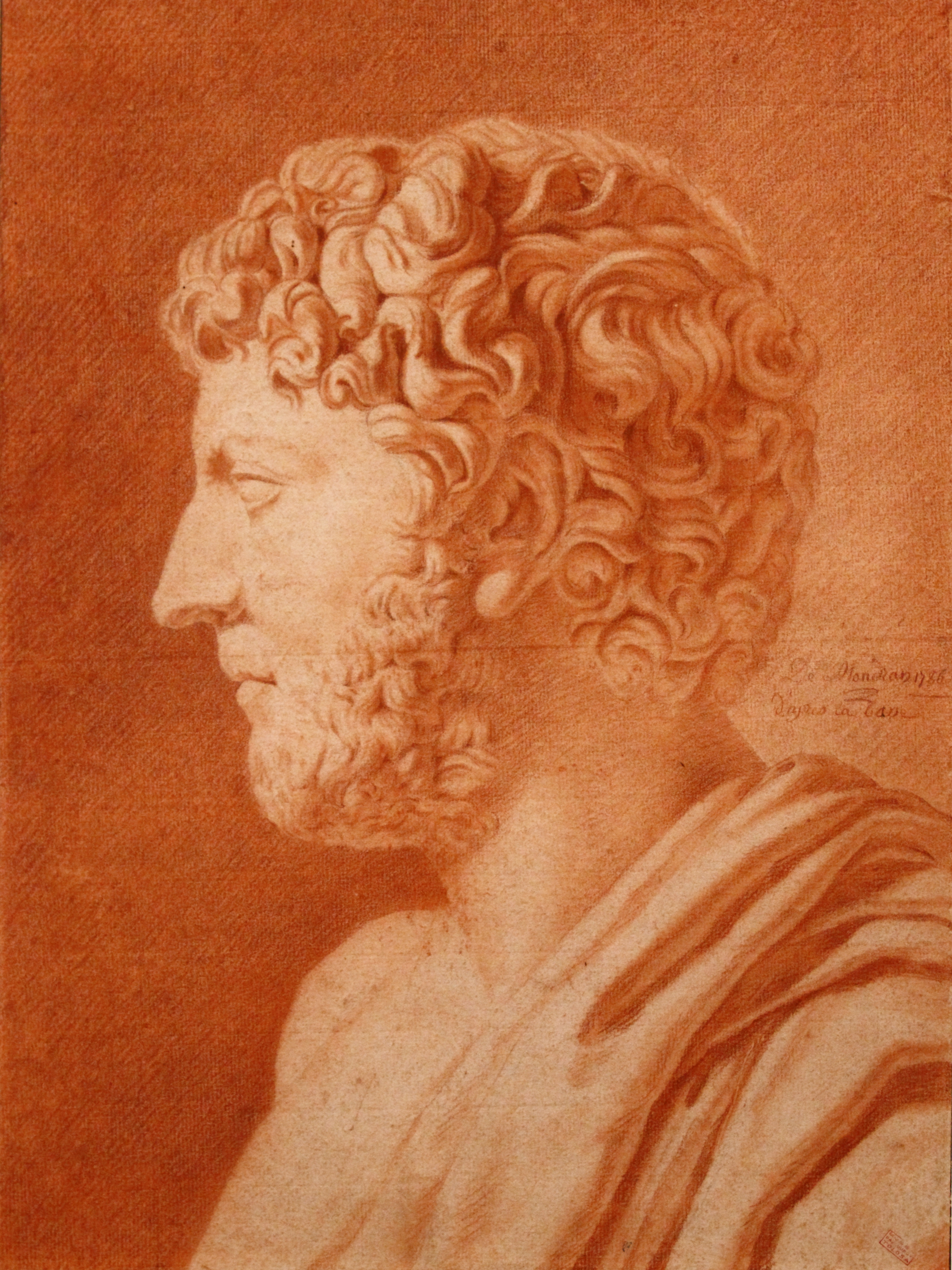
لوحة فرنسية مرسومة بالطباشير الأحمر. الخلفية نادرة نوعاً ما نظراً لتلوينها بشكل كامل

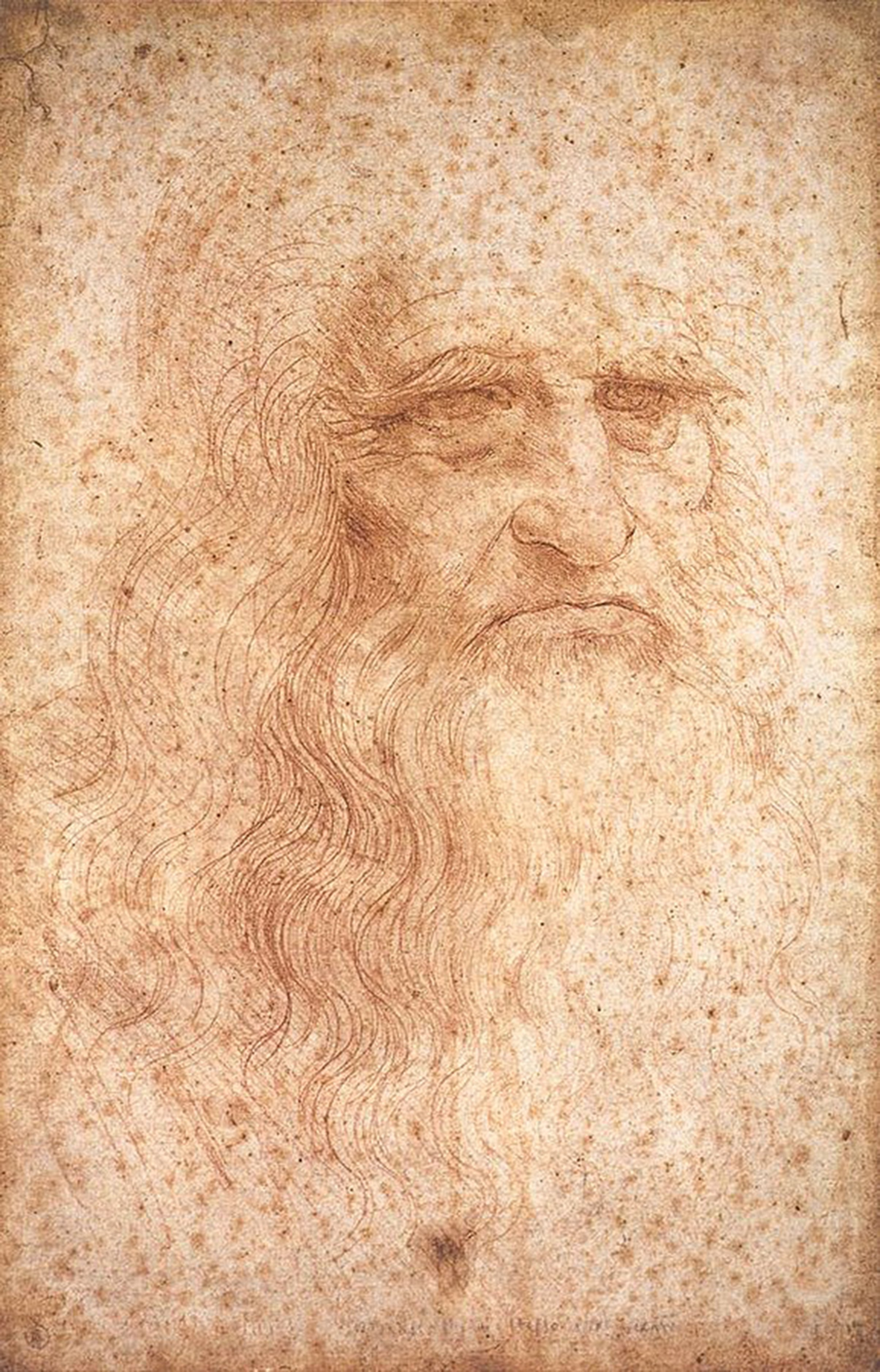
ليوناردو دا فينشي صورة ذاتية باستخدام الطباشير الأحمر حوالي 1512.

الطباشير الأحمر  هو طباشير من اللون البني المحمر، يشبه لون الدم المجفف.كان شائعا منذ قرون للرسم (حيث يعمل الطباشير الأبيض فقط على الورق الملون). 

## تقنية
يستخدم الطباشير الأحمر بشكل طبيعي في الرسوم التوضيحية  ورسومات الحياة والمشاهد الريفية. إنه مثالي لتقديم النمذجة والحجم واللحم البشري. كان يصنع على شكل أقلام رصاص خشبية وعصي مُصنّعة ، يمكن استخدام المتفحمة منها بشكل مشابه للفحم والباستيل. كما هو الحال مع الباستيل ، قد يتم استخدام ورقة متوسطة اللون للاستخدام الجيد. قد يتم تطبيق المثبت للحفاظ على حالة الطباشير عند الانتهاء من الرسم. الصباغ المستخدم في قطع الطباشير يأتي من التراب الأحمر وحجر المغرة الحمراء .  تتوفر أيضًا ظلال أخرى من اللون مثل البرتقالي والتان والبني والبيج. 

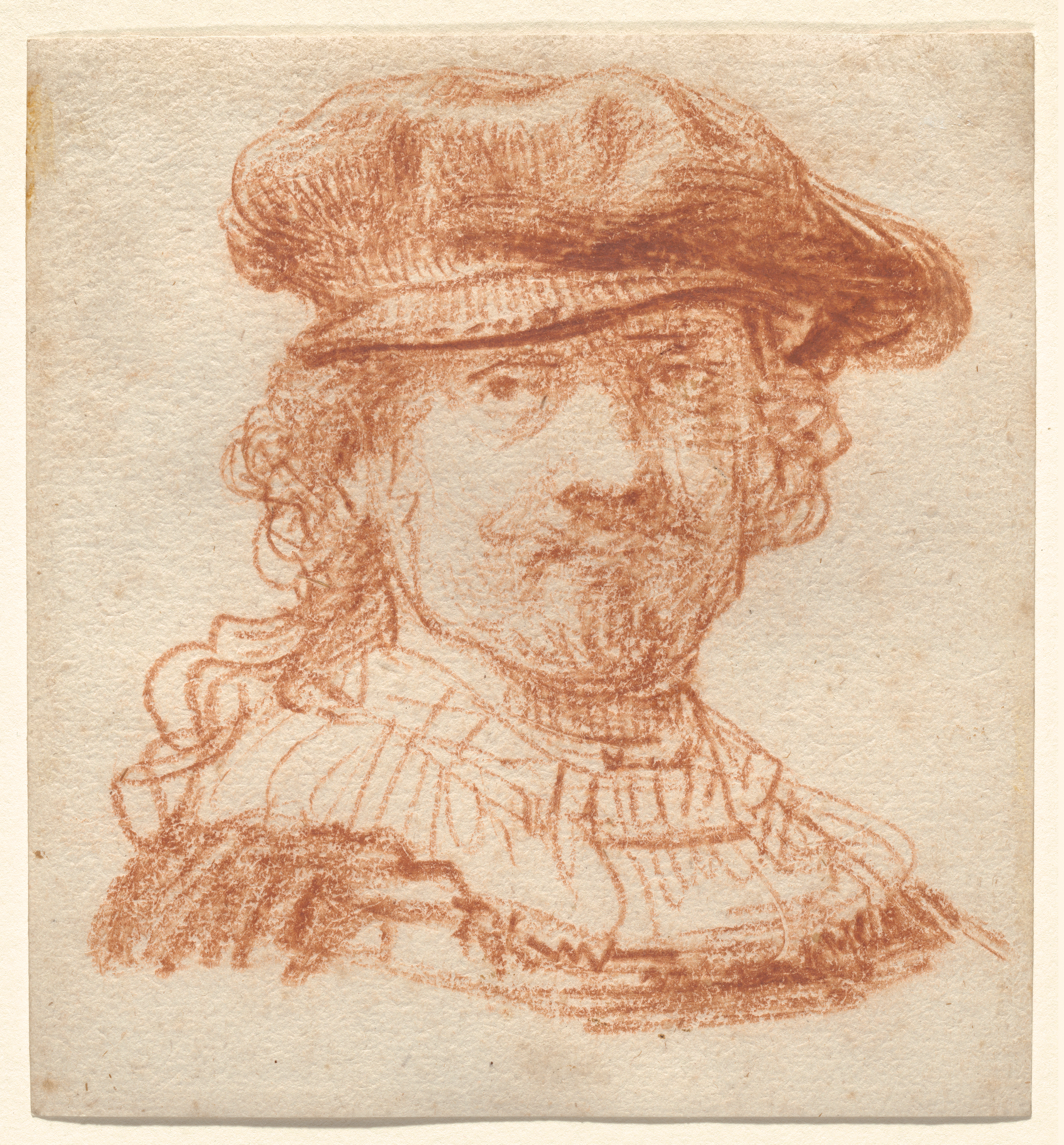
رامبرانت فان راين ، بورتريه ذاتي ، ج. 1637. المعرض الوطني للفنون، واشنطن العاصمة